# Roy Ebron
Roy Lester Ebron (Norfolk, 31 agosto 1951 – St. Rose, 28 settembre 2014) è stato un cestista statunitense, professionista nella ABA.

## Carriera
Venne selezionato dai New York Knicks al quarto giro del Draft NBA 1974 (68ª scelta assoluta).